# Ulric Neisser
Ulric Gustav Neisser (Kiel, Alemania, 8 de diciembre de 1928 - Ithaca, Nueva York, 17 de febrero de 2012) fue un psicólogo estadounidense de origen alemán y miembro de la Academia Nacional de Ciencias de Estados Unidos. Es conocido como “el padre de la psicología cognitiva”. Neisser investigó y escribió acerca de la percepción y la memoria. Él postuló que los procesos mentales de una persona podrían medirse y analizarse posteriormente. En 1967, Neisser publicó Psicología Cognitiva, que él después dijo que fue un ataque a los paradigmas psicológicos conductistas. Su libro Psicología cognitiva le dio instantáneamente mucha fama y reconocimiento en el campo de la psicología. Si bien la Psicología Cognitiva se consideró poco convencional, fue la cognición y la realidad de Neisser lo que contuvo algunas de sus ideas más controvertidas. Un tema principal de la cognición y la realidad fue que Neisser abogaba por hacer experimentos de percepción en condiciones naturales (“validez ecológica”). Neisser postuló que la memoria es, en gran medida reconstruida y no una fotografía instantánea del momento. Neisser ilustró esto durante uno de sus estudios más conocidos, sobre la memoria de las personas acerca de la explosión del Challenger (Siniestro del transbordador espacial Challenger). En su carrera posterior, resumió la investigación actual sobre inteligencia humana (human intelligence) y editó la primera monografía académica sobre el efecto Flynn. Una revisión de la encuesta de Psicología General, publicada en 2002, clasificó a Neisser como el 32.º psicólogo más citado del siglo XX.

## Primeros años
Ulric Gustav Neisser nació en Kiel, Alemania el 8 de diciembre de 1928. El padre de Neisser, Hans Neisser, fue un distinguido economista judío que había predicho las acciones militares de Hitler en Europa y como precaución, Hans emigró a los Estados Unidos de América en 1933. La madre de Neisser, Charlotte ("Lotte") Neisser, originalmente era católica, había sido muy activa en el movimiento de mujeres en Alemania y tenía un título en sociología.  Los padres de Neisser se casaron en 1923. Neisser también tenía una hermana mayor, Marianne, que nació en 1924. Neisser era un niño gordito y pequeño, por lo que adoptó el apodo de "Der kleine Dickie" que en español sería como “El pequeño Dickie”. Esto más tarde se redujo a solo "Dick".
El padre de Neisser se fue de Alemania primero; el resto de la familia se unió a él en Inglaterra unos meses más tarde. Navegaron hacia los Estados Unidos en un transatlántico llamado "Hamburg", llegando a Nueva York el 15 de septiembre de 1933.
El objetivo principal de Neisser era crecer para encajar y tener éxito en Estados Unidos. Tomó un interés particular en el béisbol, que se cree que jugó un "papel indirecto pero importante en los intereses psicológicos" de él.  El atractivo de Neisser para el béisbol lo iluminó a una idea que más tarde llamaría una "memoria flash".
El nombre de Neisser originalmente tenía una "h" al final (Ulrich), pero él creía que era demasiado alemán y la mayoría de sus amigos no podían pronunciar su nombre correctamente, por lo que finalmente dejó atrás la  "h". Lindzey y Runyan notaron que Neisser también tenía el apodo de "Dick". Neisser declaró que tanto "Ulric" (sin la "h") como "Dick" eran naturales para él. Neisser declaró que tanto "Ulric" (sin la "h") como "Dick" eran naturales para él.

## Educación
Neisser asistió a Harvard a fines de la década de 1940 trabajando para obtener un título de psicología. Neisser se graduó “summa cum laude” (Locución latina que significa “con los máximos honores”) en 1950. Se había convertido en un "infracanófilo", que se traduce al inglés como "underdog-lover", que en español significa “un amante de los competidores de quienes se piensan que tienen pequeñas oportunidades de ganar”. Neisser había escrito que su entusiasmo había superado por mucho su habilidad para jugar béisbol, dijo que era el "niño que siempre fue elegido el último" para jugar. Él había contribuido con esto en cuanto a porqué tenía una "simpatía de por vida con los underdogs". Neisser también afirmó que este fue probablemente un factor que contribuyó al por qué se sintió atraído por la psicología Gestalt; ya que él consideró que este enfoque era “underdogs” de la psicología de la época, con esto se refiere a que era al que menos le daban importancia. 
George A. Miller supervisó la investigación de tesis de Neisser, lo que le ayudó a ingresar al programa de maestría en Swarthmore College. Neisser quería asistir a Swarthmore College porque allí fue donde Wolfgang Kohler, uno de los fundadores de la psicología Gestalt, fue miembro de la facultad. En lugar de trabajar con Wolfgang Köhler, terminó trabajando con el asistente de Kohler, Hans Wallach. Neisser también conoció y se hizo amigo de un nuevo profesor asistente, Henry Gleitman. Neisser se graduó y obtuvo su maestría en 1952.
Neisser obtuvo su doctorado en el Departamento de Relaciones Sociales de Harvard en 1956. Según Fancher y Rutherford, completó su disertación en Psicofísica. Pasó un año después como instructor en Harvard. Luego pasó a enseñar en las universidades Brandeis y Emory, antes de establecerse en Cornell. Mientras estaba en la Universidad Brandeis, ubicada en Waltham, Neisser expandió su horizonte psicológico de acuerdo con Fancher y Rutherford, que también escribieron que el jefe del departamento de Neisser era Abraham Maslow. Según Cutting, Neisser sintió una "profunda simpatía por el humanismo idealista" de Abraham Maslow. Maslow también se había sentido profundamente interesado por la psicología Gestalt.
Oliver Selfridge, un joven informático de MIT's Lincoln Laboratories, fue el siguiente individuo en influir en Neisser. Selfridge había sido un defensor de la inteligencia artificial. Neisser y Selfridge se hicieron amigos, lo cual fue crucial para la carrera de Neisser. Fancher y Rutherford explican que Neisser se había convertido en un asesor a tiempo parcial en el laboratorio de Selfridge, donde los dos habían comenzado a trabajar juntos en un programa. Selfridge junto con Neisser produjeron el "modelo pandemonium de reconocimiento de patrones, que apareció en Scientific American en 1950". Después de trabajar con Selfridge, Neisser recibió múltiples subvenciones y comenzó a trabajar en diferentes áreas relacionadas con el pensamiento, poco después se trasladó a la Universidad de Pensilvania. Aquí es donde escribiría Psicología Cognitiva.

## Trabajo y carrera
El crecimiento moderno de la psicología cognitiva tuvo un gran impulso desde la publicación de 1967, la cual fue el primer y más influencial libro de Neisser titulado: Psicología Cognitiva.
En el año de 1976, Neisser escribió su libro titulado “Cognición y Realidad”, en el cual expresaba 3 de las críticas más generales en el campo de la psicología cognitiva. Primeramente, él estaba insatisfecho con el modelo de programación lineal de la psicología cognitiva, en el cual hacía un énfasis excesivo en modelos peculiares acerca de procesamiento de información, los cuales son usados para describir y explicar el comportamiento. Por otra parte, el sentía que la psicología cognitiva había fracasado para señalar los aspectos de la vida diaria de lo humanos, así como sus funciones. El culpaba este fracaso principalmente en la dependencia excesiva de las tareas en laboratorios artificiales, las cuales se habían hecho endémicas para la psicología cognitiva en mediados de 1970. En este sentido, el sentía que la psicología cognitiva sufría una severa separación entre teorías acerca de comportamiento, las cuales fueron probadas en laboratorios, y el comportamiento del mundo real, el cual él llamaba la falta de validez ecológica. Por último, lo cual puede ser lo más importante, fue que Neisser había llegado a sentir un gran respeto hacia la teoría de percepción directa y la de recolección de información , las cuales habían sido promulgadas por el prominente psicólogo perceptual J.J Gibson y su esposa, el "grande dame" del desarrollo psicológico, Eleanor Gibson. Neisser, en este libro, llegó a la conclusión de que la psicología cognitiva tenía una ligera probabilidad de alcanzar su máximo potencial sin tomar cuidadosa nota del trabajo teórico de Gibson en el tema de percepción, la cual él discutía que la primera variante que se tiene que tomar en cuenta para entender el comportamiento humano, el cual incluía un cuidadoso análisis de la información disponible para cualquier organismo perceptivo.
En 1981, Neisser publicó un libro titulado: “John Dean’s memory: a case study”, en cual se basaba en el testimonio de John Dean acerca del Escándalo Watergate.
En 1995, Neisser dirigió un grupo de trabajo de la Asociación Americana de Psicología, en el cual revisaban la Campana Curvada. El grupo de trabajo produjo un reporte de consenso llamado: “Inteligencia: Conocidas y Desconocidas.” En abril de 1996, Neisser presidió una conferencia en la Universidad Emory, en la cual  se enfocó en peculiares cambios en los resultados del examen de inteligencia.
En 1998, el público The Rising Curve: Long-Term Gains in IQ and Related Measures.
El era un miembro de la Asociación para el Síndrome de las Memorias falsas.
Durante su vida, Neisser era amigo de Guggenheim y también de Sloan.

## Investigación en memoria
En 1981, Neisser acuñó el término de memoria “episódica.” Este término se originó gracias a un estudio de caso, el cual fue aplicado a John Dean, un antiguo tutor de Richard Nixon. El estudio de caso compara y contrasta el testimonio de Dean sobre el escándalo de Watergate, el cual fue dado en persona para poder grabar la conversación de Dean. Neisser identificó que los recuerdos de Dean eran más que nada egocéntricas, enfocado más en sus roles y importancia en las situaciones. Neisser identifica, sin embargo, que las memorias de Dean son episódicas (Autobiográfico: tiempos, lugares, etc.), o semánticas (conocimiento general). Por lo tanto, Neisser ilustraba que Dean describe episodios particulares (conversaciones), pero cuando se comparaba con las cintas estaba sumamente incorrecto. Finalmente, esto llevó a Neisser a reconocer los recuerdos de Dean como episódicas, o como Neisser lo interpreta en su estudio de caso: “lo que parece ser un episodio recordado, en realidad representa una repetida serie de eventos, y por lo tanto refleja un estado de cosas verdaderamente existente.” Neisser identificó que el testimonio de Dean es un error común en la memoria, el cual, individuos mezclan diferentes experiencias repetidas o eventos en un solo recuerdo. El estudio de caso de John Dean ilustraba la creencia que Neisser tenía a que la memoria es construida, lo cual es un aspecto importante en la psicología cognitiva.

## Memorias "Flashbulbs"
El concepto de memorias “flashbulb” por primera vez fue descrito por Brown y Kulik en su papel sobre recuerdos del asesinato de John F. Kennedy, el cual fue publicado en 1977. Este concepto es derivado de la idea que excitación de nivel alto emocional, en conjunto con sorpresa, estrés y significado, producirá un recuerdo vivido, así como también preciso del momento que alguien recuerda algún evento. Neisser, optó ponerse en contra de esta concepción de recuerdos, por lo que, él comenzó un estudio de caso acerca de los recuerdos de individuos que estuvieron presente en la explosión de una nave espacial. Inmediatamente después de que sucedió esta explosión en 1986, Neisser distribuyó cuestionarios a una clase de jóvenes de primer año, en los cuales les pedía que identificaran información clave para identificar donde se encontraban, con quien estaban, a qué hora sucedió dicha explosión. 3 años después, Neisser encuesto a los que ahora ya están en su último año de escuela usando el mismo cuestionario, para que gracias a esto examinó la exactitud de su memoria. Neisser encontró que, así como lo esperaba, hay lapsos los cuales son considerables en la memoria de los estudiantes, a pesar de la confianza que tienen los estudiantes de su memoria. Los descubrimientos de Neisser desafiaba la concepción de que las memorias “flashbulb” son prácticamente perfectas. Neisser continuó conduciendo investigaciones acerca de los recuerdos “flashbulb” en las cuales hacía un esfuerzo para redefinir cómo es que construimos el concepto de los recuerdos.
Neisser continuo con estas investigaciones estudiando individuos que estuvieron presente en el terremoto de California de 1989. En este estudio, Neisser examinaba la diferencia en memoria entre individuos que ya habían experimentado el evento, en contrario con los individuos que habían escuchado acerca del evento. Neisser examinó a personas en Atlanta y en la Universidad de California, los campus en Berkeley y Santa Cruz. Neisser emitió cuestionarios, para así obtener el impacto emocional del terremoto en las memorias de los individuos, para que de esta manera poder identificar la asociación que tiene la memoria y las emociones. En primavera del año 1991, Neisser contacto a participantes para comparar su estado propio, así como también actuales  del terremoto, con las que anteriormente hicieron. Neisser encontró que, los estudiantes de California generalmente tienen mejor y más preciso la recolección de recuerdos acerca del terremoto.

## Muerte
Neisser murió a causa de la enfermedad de Parkinson el 17 de febrero de 2012 en Ithaca, Nueva York.

## Publicaciones

### Libros y capítulos de libros
- Neisser, U. (1967). Cognitive psychology. Englewood Cliffs: Prentice-Hall. ISBN 978-0131396678
- Neisser, U. (1976). Cognition and reality: Principles and implications of cognitive psychology. New York: Freeman. ISBN 978-0716704775
- Neisser, U. (1987). Concepts and conceptual development: Ecological and intellectual factors in categorization. New York, NY US: Cambridge University Press. ISBN 978-0521378758
- Neisser, U., & Harsch, N. (1992). Phantom flashbulbs: False recollections of hearing the news about Challenger. In E. Winograd, U. Neisser (Eds.), Affect and accuracy in recall: Studies of 'flashbulb' memories (pp. 9–31). New York, NY US: Cambridge University Press. ISBN 978-0521401883
- Neisser, U. (1993). The Perceived self: Ecological and interpersonal sources of self-knowledge. Cambridge England: Cambridge University Press. ISBN 978-0521415095
- Neisser, U., & Jopling, D. A. (1997). The conceptual self in context: Culture, experience, self-understanding. New York, NY US: Cambridge University Press. ISBN 978-0521153607
- Neisser, U., & American Psychological Association. (1998). The rising curve: Long-term gains in IQ and related measures. Washington, DC: American Psychological Association. ISBN 978-1557985033
- Neisser, U., & Hyman, I. E. (2000). Memory observed: Remembering in natural contexts. New York: Worth Publishers. ISBN 978-0716733195
- Neisser, U. (2003). Cognitive psychology. In, The history of psychology: Fundamental questions (pp. 447–466). New York, NY US: Oxford University Press. ISBN 978-0195151541
- Neisser, U., & Winograd, E. (2006). Remembering reconsidered: Ecological and traditional approaches to the study of memory. Cambridge: Cambridge Univ. Press. ISBN 978-0521485005
- Neisser, U. (2007). Ulric Neisser. In G. Lindzey, W. M. Runyan (Eds.), A history of psychology in autobiography, Vol. IX (pp. 269–301). Washington, DC US: American Psychological Association. ISBN 978-1591477969
- Neisser, U., & Fivush, R. (2008). The remembering self: Construction and accuracy in the self-narrative. Cambridge: Cambridge University Press. ISBN 9780521087919

### Artículos de revistas
- Neisser, U (1985). «The role of theory in the ecological study of memory: Comment on Bruce». Journal of Experimental Psychology: General 114 (2): 272-276. doi:10.1037/0096-3445.114.2.272.
- Neisser, U (1991). «Two perceptually given aspects of the self and their development». Developmental Review 11 (3): 197-209. doi:10.1016/0273-2297(91)90009-D.
- Neisser, U (1994). «Multiple systems: A new approach to cognitive theory». European Journal of Cognitive Psychology 6 (3): 225-241. doi:10.1080/09541449408520146.
- Neisser, U (1994). «Self-perception and self-knowledge». Psyke & Logos 15 (2): 392-407.
- Neisser, U.; Boodoo, G.; Bouchard; Boykin, A.; Brody, N.; Ceci, S. J.; Urbina, S. (1996). «Intelligence: Knowns and unknowns». American Psychologist 51 (2): 77-101. doi:10.1037/0003-066X.51.2.77.
- Neisser, U.; Winograd, E.; Bergman, E. T.; Schreiber, C. A.; Palmer, S. E.; Weldon, M. (1996). «Remembering the Earthquake: Direct Experience vs. Hearing the News». Memory 4 (4): 337-357. PMID 8817459. doi:10.1080/096582196388898.
- Neisser, U (2003). «New Directions for Flashbulb Memories: Comments on the ACP Special Issue». Applied Cognitive Psychology 17 (9): 1149-1155. doi:10.1002/acp.1005.
- Neisser, U (2004). «Memory development: New questions and old». Developmental Review 24 (1): 154-158. doi:10.1016/j.dr.2003.09.002.

## Otras lecturas
- Roediger, H. L.; Neisser, Ulric; Winograd, Eugene (1990). «Remembering Reconsidered: Ecological and Traditional Approaches to the Study of Memory». The American Journal of Psychology 103 (3): 403-9. JSTOR 1423218. doi:10.2307/1423218.